# 切雷塞托
切雷塞托（義大利語：Cereseto）是意大利皮埃蒙特大区亚历山德里亚省的一个市镇。面积为10.4平方公里，人口数量为471人（2004年）。